# Cardeal-vigário
Cardeal-vigário (em italiano:  Cardinale Vicario) é o título dado ao vigário-geral a quem o Bispo de Roma - ou seja, o Papa - delega o governo pastoral da Diocese de Roma. Formalmente, o título é Vigário Geral de Sua Santidade para a Cidade de Roma e Distrito (em italiano, Vicario Generale di Sua Santità per la Città di Roma e Distretto), sendo "Cardeal Vigário" a denominação popular. O vigário de Roma é cardeal não por força de um direito, mas de um costume.
Existe uma função similar - Vigário-Geral para o Estado da Cidade do Vaticano ou, mais formalmente, Vigário Geral de Sua Santidade para o Estado da Cidade do Vaticano - cujo titular, desde 2021, é o cardeal Mauro Gambetti, O.F.M.Conv.. O Vigário-geral do Vaticano é o responsável pelas necessidades espirituais da Cidade do Vaticano enquanto que o Cardeal Vigário de Roma atua na administração do dia-a-dia da diocese de Roma.
Embora a lei canónica exija que todos as dioceses católicas tenham um ou mais vigários-gerais, o Cardeal Vigário exerce mais funções do que os demais, atuando como um bispo diocesano de facto, devido a outras responsabilidades perante o Papa. Em 2017 o Papa nomeou para o cargo o Cardeal Angelo De Donatis que ficou a frente até 2024. O atual Vigário Geral é o Arcebispo Baldassare Reina.

## Lista de Cardeais Vigários
1. Virgilio Rosario (1558-1559)
2. Giacomo Savelli (1560-1587)
3. Girolamo Rusticucci (1588-1603)
4. Camillo Borghese (1603-1605) Eleito Papa
5. Girolamo Pamphilj (1605-1610)
6. Giovanni Garzia Millini (1610-1629)
7. Marzio Ginetti (1629-1671)
8. Paluzzo Paluzzi Altieri degli Albertoni (1671)
9. Gasparo Carpegna (1671-1714)
10. Nicolò Caracciolo (pro-vigário, 1715-1717)
11. Giandomenico Paracciani (1717-1721)
12. Fabrizio Paolucci (1721-1726)
13. Próspero Marefoschi (1726-1732)
14. Giovanni Antonio Guadagni, OCD (1732-1759)
15. Antonio Maria Erba-Odescalchi (1759-1762)
16. Marcantonio Colonna (iuniore, 1762-1793)
17. André Corsini (1793-1795)
18. Giulio della Somaglia (1795-1818)
19. Lorenzo Litta (1818-1820)
20. Annibale della Genga (1820-1823) Eleito Papa
21. Carlo Odescalchi (1834-1838)
22. Giuseppe della Porta Rodiani (1838-1841)
23. Costantino Patrizi Naro (1841-1849)
24. Raffaele Monaco La Valletta (1876-1880)
25. Lucido Parocchi (1884-1899)
26. Domenico Jacobini (1899-1900)
27. Pietro Respighi (1900-1913)
28. Basilio Pompilj (1913-1931)
29. Francesco Marchetti-Selvaggiani (1931-1951)
30. Clemente Micara (1951-1965)
31. Luigi Traglia (1965-1968)
32. Angelo Dell'Acqua (1968-1972)
33. Ugo Poletti (1973-1991)
34. Camillo Ruini (1991-2008)
35. Agostino Vallini (2008-2017)
36. Angelo De Donatis (2017-2024)
37. Baldassare Reina (desde 2024)